# Radio Bruxelles Internationale
Radio Bruxelles Internationale, appelée aussi RBI, est le nom du projet de chaîne radio publique belge francophone d'information continue de la RTBF en association avec RFI.

## Genèse
Radio Bruxelles Internationale est un projet de radio d'information continue à destination du public francophone de Bruxelles imaginé par la RTBF en 2004. Son lancement est maintes fois repoussée à la suite des différents reports de la mise en place par le gouvernement de la Communauté française de Belgique d'un nouveau plan de fréquences initialement prévue en 2005. 
Ce projet est inscrit dans le contrat de gestion 2007-2011 de la RTBF sous la condition d'obtenir une fréquence lors de l'appel d'offres du prochain plan de fréquences.

## Lien annexe
- RTBF